# Wang Juan (judokate)
Pour les articles homonymes, voir Wang Juan.
Dans ce nom, le nom de famille, Wang, précède le nom personnel.
Wang Juan (chinois : 王娟), née le 5 mars 1982 à Suzhou, est une judokate chinoise.

## Palmarès international en judo
| Championnats d'Asie | Championnats d'Asie | Championnats d'Asie |
| Année               | Médaille            | Catégorie           |
| ------------------- | ------------------- | ------------------- |
| 2003                | bronze              | –70 kg              |